# Diego Noboa Courrás
Diego Noboa Courrás (Salto, 1888 - Montevideo, 1950) fue un arquitecto uruguayo.
Noboa se caracterizó por sus edificaciones en estilo neoclásico.

## Selección de obras
- Palacio Municipal de Colonia, Colonia del Sacramento, inaugurado en 1933.
- Edificio El Día, Montevideo, inaugurado en 1936.